# Horta d'Alacant

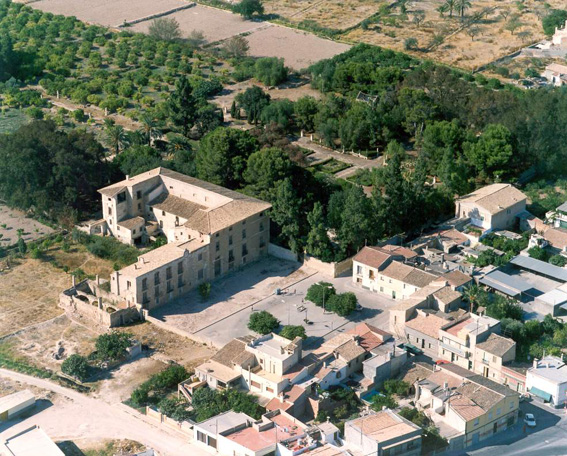
Conreus a l'horta d'Alacant just al costat de Penya-serrada (Mutxamel)

L'horta d'Alacant és una zona geogràfica agrícola de l'Alacantí.
Geogràficament representa el pla litoral situat al nord-est del perímetre urbà de la ciutat que comprèn els termes municipals de Mutxamel, Sant Joan d'Alacant, el Campello i Alacant (cap de l'Horta) i que estaven regats per les aigües del riu Montnegre derivades per al reg pels assuts de Mutxamel, Sant Joan i el Campello.
A banda del riu de Montnegre, les aigües del qual recull l'antic pantà de Tibi, es rega actualment aquesta horta gràcies a l'ajuda de l'aportació complementària d'aigua canalitzada des de Villena i des del Segura, cosa que li dona unes característiques particulars que la diferencien de les hortes de València o d'Oriola: és una transició entre el camp regat i l'horta pròpiament dita.
L'expansió de la ciutat d'Alacant i dels nuclis dels municipis integrants de l'horta d'Alacant han afavorit la configuració d'un espai metropolità durant principis del segle xxi que ha comportat un intens procés de minva de l'horta històrica d'Alacant i una reorganització espacial dels usos del sòl, a causa de l'avanç de l'àrea urbanitzada i de les infraestructures de connexió entre els nous espais construïts. Tot i això el sistema d'horta configurat ha permès gaudir de fins a 29 torres defensives, construïdes durant els segles xvi i xvii, les quals han estat declarades Bé d'Interès Cultural.
El terme Horta d'Alacant també pot referir-se a la proposta de comarca del País Valencià, que apareix al mapa de comarques d'Emili Beüt «Comarques naturals del Regne de València» publicat l'any 1934. Aquella proposta comprenia part de l'Alacantí, el Baix Vinalopó i una part del Baix Segura. En formaven part els municipis actuals d'Agost, Alacant, el Campello, Mutxamel, Sant Joan d'Alacant i Sant Vicent del Raspeig (part de l'Alacantí), tots els municipis del Baix Vinalopó, i Guardamar del Segura (Baix Segura).